# Folsach
Folsach er en nulevende dansk adelsslægt tilhørende brev- og lavadelen. En del medlemmer af slægten skriver sig nu "von Folsach".

## Våben
Skjoldet firdelt med sølv hjerteskjold, hvori en hvidklædt hånd, holdende en pen; 1. og 4. felt en oprejst kronet sølv løve, holdende en sammenbunden sæk i rødt; 2. og 3. felt en sølv lilje i blåt mellem to røde, to blå og to hvide strudsfjer, på den kronede hjelm en sølv lilje.

## Historie
Krigskommissær og etatsråd Hans Folsach (1684-1758) var fader til justitsråd Christian Michael Folsach (1726-1799) til Gjessinggård, som blev adlet 17. maj 1760 med ovennævnte våben. Han havde kun én søn, generalkrigskommissær Hans Folsach (1762-1830).
Hans Folsach havde sønnerne overkrigskommissær Peder Christian Folsach (1795-1860) til Bælum Nørgård, hofjægermester Johannes Folsach til Gjessinggård (1801-1878), Hans Folsach (1805-1873) og kammerjunker, hofjægermester Frederik Jørgen Pultz Folsach til Wedelslund (1807-1889).
Peder Christian Folsach havde bl.a. sønnerne Hans Juul Folsach (1819-1868) og kammerjunker, hofjægermester Hans Frederik Johannes Peter Folsach (1830-1901) til Ristrup, som var fader til kammerherre og hofjægermester Christian Caspar von Folsach (1868-1957) til Gjessinggård og til cand.jur., kontorchef Johannes Frederik Hans Folsach (1872-1942).
Christian von Folsach til Gjessinggård var fader til kammerherre, hofjægermester Hans Michael von Folsach (1901-1981) og til hofjægermester Johannes Christian Esbern von Folsach (1905-1975).
Esbern von Folsach var fader til: 
1. Monica Marie Alvilde von Folsach (født 1939)
2. Hans Louis Christian Michael von Folsach (1941-1991), gift med Merete Ingvartsen, fader til Katrine von Folsach (født 1971),  Irene Louise von Folsach (født 1973), moder til Esther Marie von Folsach Aabenhus (født 2002) og Ditlev Kristine von Folsach Aabenhus (født 2004)  og Christian Michael von Folsach (født 1975), som er gift med Liv Ulrika Mikaela Lyngå (født 1975) og fader til Carl Louis Michael von Folsach (født 2003), Arild Hans von Folsach (født 2006) og Iris Astrid von Folsach (født 2010)
3. Ib Johannes Xavier von Folsach (født 1943) fader til Marie-Louise Xavier von Folsach (født 1978)
4. Peter Paul Mogens Victor von Folsach (født 1945), skilt, fader til cykelrytter Casper Michael von Folsach (født 1993)
5. Museumsdirektør, mag.art., fil.dr. Kjeld Benedict Franz Henri von Folsach (født 1950), gift med Birgitte Øhlenschlæger (født 1955), fader til Cecilie Marie von Folsach (født 1983) og Johannes Frederik von Folsach (født 1986)